# Droit syndical en Belgique
 (novembre 2023).
Si vous disposez d'ouvrages ou d'articles de référence ou si vous connaissez des sites web de qualité traitant du thème abordé ici, merci de compléter l'article en donnant les références utiles à sa vérifiabilité et en les liant à la section « Notes et références ».
Le droit syndical est l'ensemble des normes qui ont trait à la création, l'adhésion, à la protection des membres d'un syndicat en Belgique.

## Syndicats représentatifs
La liberté syndicale étant source de multiplication des organisations professionnelles et les syndicats étant pourvus de mission importante, le droit distingue les grands syndicats, qualifiés pour négocier au nom de tous les travailleurs, des autres. Pour ce faire, il applique un critère de représentativité.
Pour être considéré comme représentatif, un syndicat doit disposer d'un représentant au Conseil national du travail et au Conseil central de l'économie. Ces représentants sont nommés de façon discrétionnaire par le Roi parmi les syndicats qui remplissent une série de quatre conditions. Premièrement, le syndicat doit être constitué sur le plan national et avoir un fonctionnement interprofessionnel. Deuxièmement, il doit compter au moins 125 000 affiliés. Troisièmement, il doit avoir pour objet statutaire la défense des intérêts es travailleurs. Enfin, il doit représenter la majorité absolue des secteurs et des catégories de personnel dans le secteur privé et le secteur public, pour autant que la majorité des travailleurs soit également représentée. 
Actuellement[Quand ?], sont représentés au Conseil national du travail trois syndicats : la Confédération des syndicats chrétiens (CSC), la FGTB et la CGSLB.